# Cromossoma 15

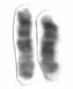
Par de cromossoma 15

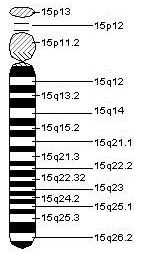

O cromossoma 15 é um dos 23 pares de cromossomas do cariótipo humano.

## Genes
Alguns genes localizados no cromossoma 15:
- CAPN3: Calpain 3 (limb-girdle muscular dystrophy type 2A)
- CHP: Calcium binding protein P22
- FAH: fumarylacetoacetate hydrolase (fumarylacetoacetase)
- FBN1: fibrillin 1 (Marfan syndrome)
- HEXA: hexosaminidase A (alpha polypeptide)(Tay-Sachs disease)
- IVD: isovaleryl Coenzyme A dehydrogenase
- MCPH4: microcephaly, primary autosomal recessive 4
- OCA2: oculocutaneous albinism II (pink-eye dilution homolog, mouse)
- RAD51: RAD51 homolog (RecA homolog, E. coli) (S. cerevisiae)
- STRC: stereocilin
- UBE3A: ubiquitin protein ligase E3A (human papilloma virus E6-associated protein, Angelman syndrome)
- PML: promyelocytic leukemia protein (involved in t(15,17) with RARalpha, predominant cause of acute promyelocytic leukemia.
- SLC24A5: the gene responsible for at least 1/3 of the skin color differences between races, expressed in the brain and the nervous system
- EYCL3 Eye color 3, BROWN - location: 15q11-q15 (note eye colour is a polygenic trait)
- EYCL2 Eye color 2,Determina o posicionamento dos melanócitos na íris (note eye colour is a polygenic trait)

## Doenças
- Síndrome de Prader-Willi
- Síndrome de Marfan
- Síndrome de Angelman
- Câncer de mama